# سیارک ۱۱۹۰۷
سیارک ۱۱۹۰۷ (به انگلیسی: 11907 Naranen، نامگذاری:1992ER8) یازده هزار و نهصد و هفتمین سیارک کشف شده‌است که در ۲ مارس ۱۹۹۲ کشف شد.
قدر مطلق سیارک برابر ۳۲.۳ است.